# Iperidratazione
Nell'uomo si possono identificare due compartimenti principali, in funzione della componente liquida: il compartimento intracellulare e quello extracellulare.
In caso di iperidratazione, in funzione dell'osmolalità, cioè soprattutto della natriemia, si distinguono tre forme:
- Iperidratazione isotonica, con aumento della natriemia
- Iperidratazione ipotonica, con aumento del liquido nel comparto intracellulare.
- Iperidratazione ipertonica, rara, con riduzione del liquido nel comparto intracellulare.

## Eziologia
L'apporto eccessivo di liquidi o sale in caso di
- insufficienza renale
- insufficienza cardiaca
- ipoproteinemia
  - perdita di proteine: sindrome nefrosica, enteropatie essudative
  - apporto diminuito. In questo caso si avrà edeme da carenza
  - sintesi diminuita, per cirrosi epatica.
- malattie del ricambio:
  - iperaldosteronismo secondario
  - trattamento con glucocorticoidi o mineralcorticoidi
  - sindrome da secrezione inappropriata di ADH
    - da cause paraneoplastiche
    - affezioni cerebrali
    - polmonari
    - ipotiroidismo
    - indotto da farmaci.

## Clinica
- Aumento ponderale
- A livello cerebrale
  - In caso di ipoosmolalità: edema cerebrale con convulsioni, vomito, cefalea, coma.
  - Iperosmolalità: deplezione di liquidi nel compartimento cerebrale.
    - ipernatriemia con ipertensione arteriosa
    - iponatriemia con ipotensione arteriosa
- Ipervolemia
  - nella grande circolazione: edema
  - nella piccola circolazione: dispnea, stasi polmonare, edema polmonare
- Versamenti sierosi
- Diminuzione di ematocrito, emoglobina e proteine seriche

## Terapia
Causale, laddove possibile, e sintomatica: diuretici o emodialisi.